# Interazione proteina-proteina
Per interazione proteina-proteina si intende l'interazione con cui due o più proteine interagiscono assieme per via di sintesi o per una reazione biochimica naturale. Generalmente si verificano molti contatti fisici all'interno di una cellula o di un organismo vivente in uno specifico contesto biomolecolare